# Nordkalk
Nordkalk est un fabricant de produits à base de calcaire basé à Parainen en Finlande.

## Présentation
Nordkalk a plus de 30 sites différents en Finlande, en Suède, en Norvège, en Pologne et en Estonie.
Nordkalk est membre de Cleantech Finland.

## Sites de production
Les principaux sites de production sont:

### Finlande
- Parainen (siège social, mine de chaux de Pargas, broyage, four à chaux, port)
- Lohja (chaux, mine souterraine, four à chaux, usine de broyage et d'extinction)
- Villmanstrand (extraction de calcaire, broyage)
- Kolari (carrière de calcaire désaffectée)
- Siikainen (extraction de chaux, broyage)
- Sipoo (mine souterraine, moulin, port}

### Suède
- Storugns (Klinthagentäkten, four à chaux, port)
- Köping (carrière de marbre de Forsby, four à chaux, usine de broyage et de trempe)
- Ignabergakalksten (extraction de calcaire, broyage)
- Orsa (extraction de chaux. broyage)
- Uddagården, au nord de Falköping (calcaire, broyage)

### Estonie
- Kurevere (carrière de dolomite)
- Rakke/Karinu (carrière de chaux, four à chaux, broyage)
- Vasalemma (extraction de calcaire, broyage)

### Pologne
- Miedzianka, près de Kielce (calcaire, broyage)
- Sławno (extraction de calcaire, broyage)
- Wolica (extraction de calcaire, broyage)

## Produits
Les principaux groupes de produits de Nordkalk sont :
- Produits à base de calcaire (calcite ou carbonate de calcium et dolomite)
- Chaux vive (oxyde de calcium) et chaux éteinte (hydroxyde de calcium)
- Matières premières pour papier (calcite, chaux vive)
- Wollastonite

## Actionnaires
En 2002, les propriétaires de Nordkalk comprenait, outre les fonds gérés par CapMan et Ahlström Capital ainsi qu'entre autres Rettig-Yhtymä avec une part de 1,9 %. 
Rettig a augmenté sa participation dans Nordkalk à 21% en 2006 et à 49% en 2009. 
En mai 2010, Rettig Group a acheté les 51% restants des actions de Nordkalk.
En juillet 2021, le britannique SigmaRoc rachète Nordkalk. Le prix d'achat était de 500 millions d'euros.

## Galerie

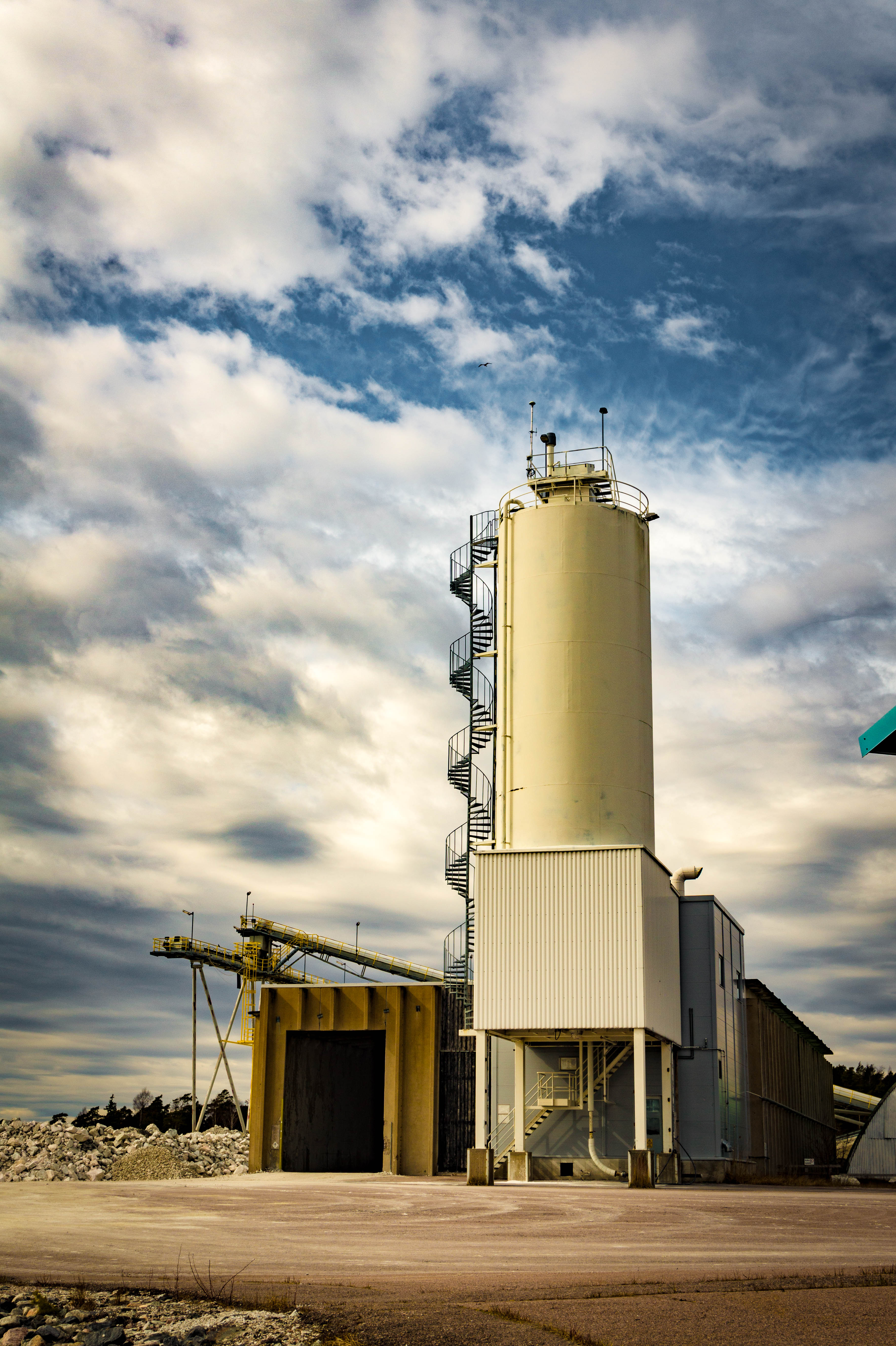
Usine de Kalkkiranta à Sipoo.
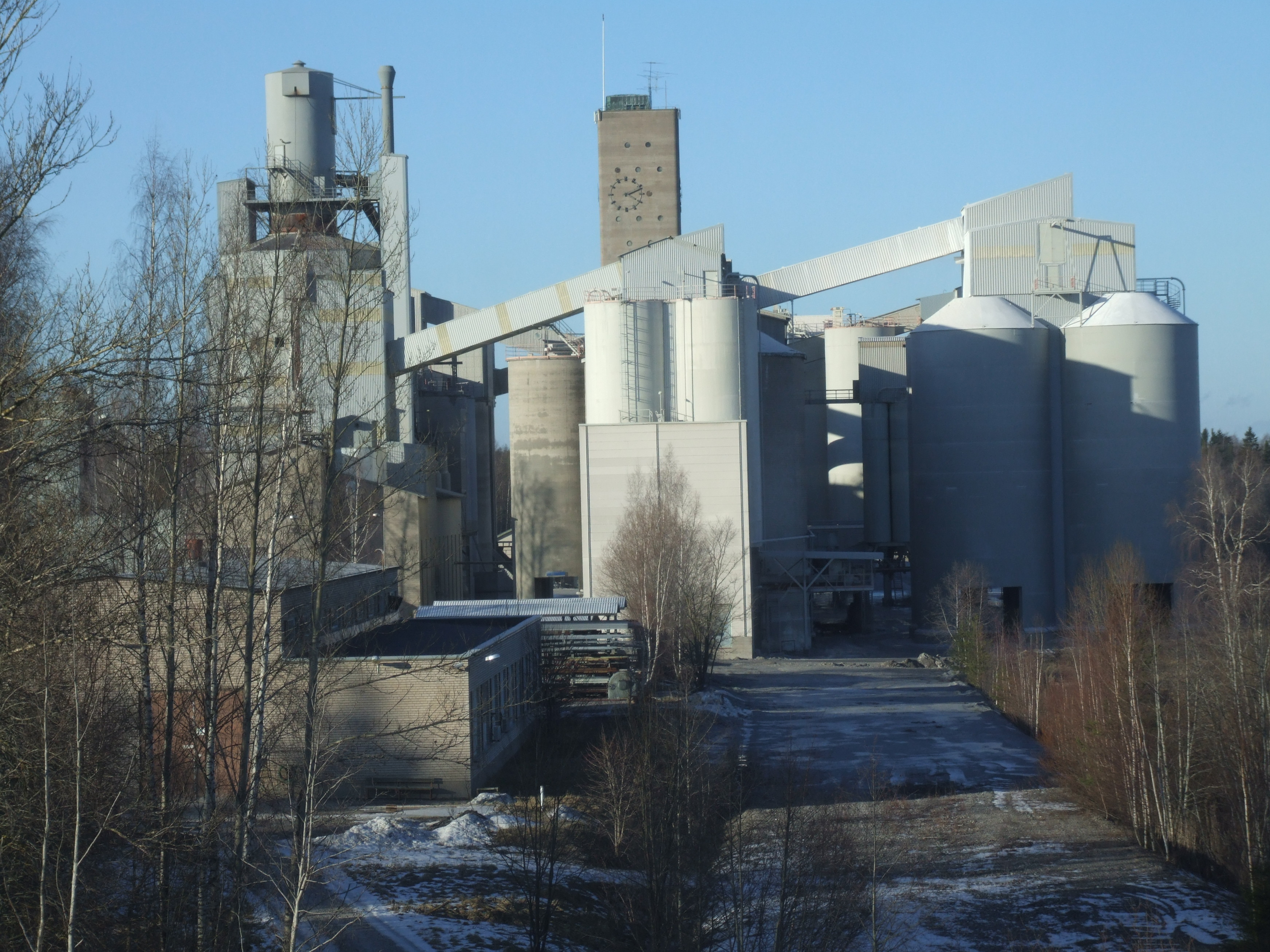
Usine de Lohja.
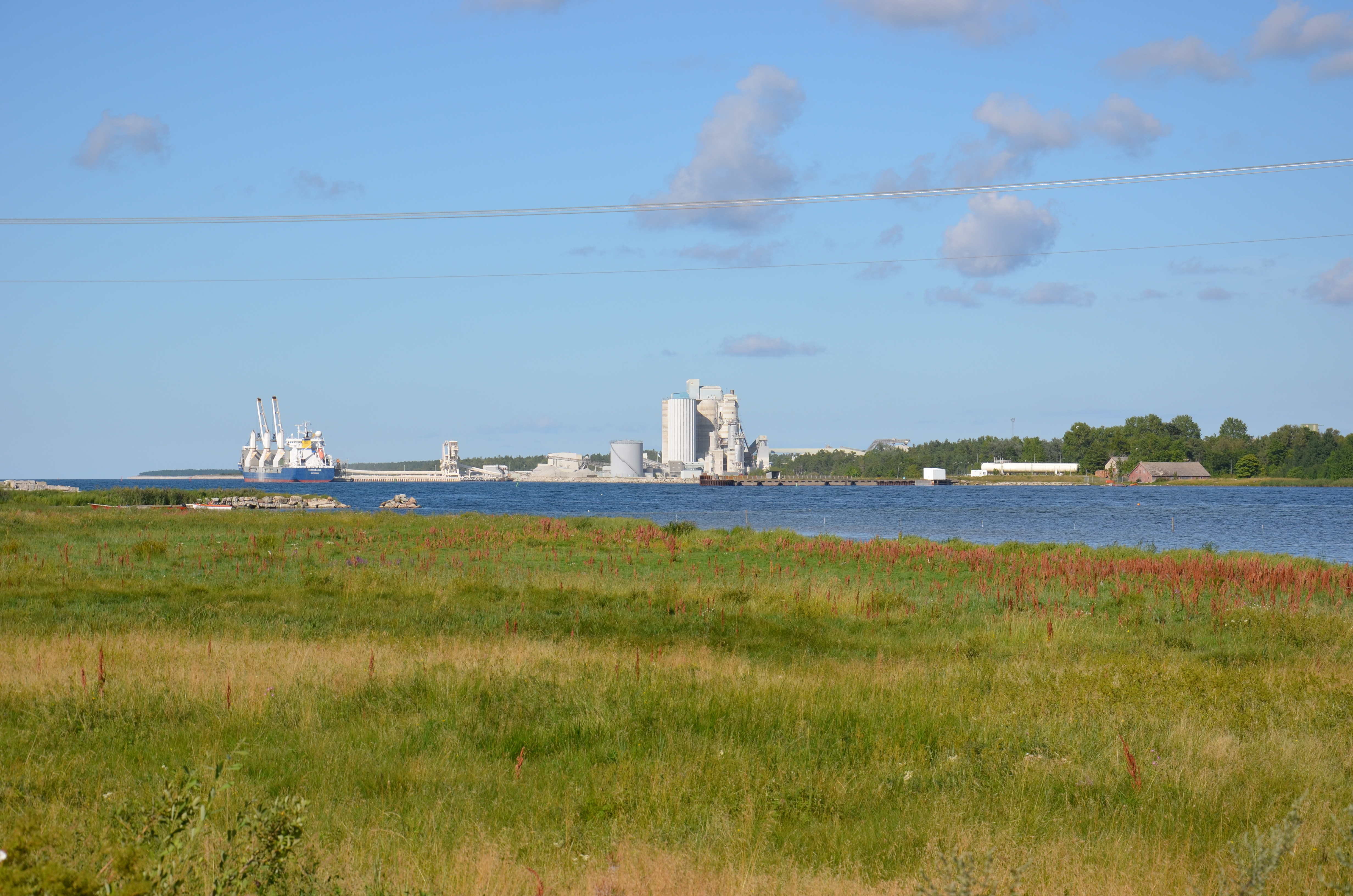
Storugns, Kapellshamnsviken, Gotland.